# Kostoboken

Karte der römischen Provinz Dakien mit dem Gebiet der Kostoboken im Norden.

Die Kostoboken oder Costobocen (lateinisch: Costoboci, Costobocae, Castabocae, Coisstoboci, altgriechisch: Κοστωβῶκοι, Κοστουβῶκοι, Κοιστοβῶκοι oder Κιστοβῶκοι) waren ein mutmaßlich dakischer Stamm, der während der römischen Kaiserzeit zwischen den Karpaten und dem Fluss Dnister lebte.
Während der Markomannenkriege fielen die Kostoboken im Jahre 170 oder 171 n. Chr. in das Römische Reich ein und plünderten dessen Balkanprovinzen bis nach Zentralgriechenland, bis sie von den Römern vertrieben wurden. Kurz darauf wurde das Gebiet der Kostoboken von den vandalischen Hasdingen erobert und besetzt. Die Kostoboken verschwanden danach aus der erhaltenen historischen Überlieferung, mit Ausnahme einer Erwähnung durch den spätrömischen Historiker Ammianus Marcellinus, der um 400 n. Chr. schrieb.